# Амнуннакта (река)
Амнуннакта (Амнунахта) — река в России, в Нерюнгринском районе Якутии, правый приток Унгры. Устье находится в 39 км по правому берегу Унгры. Длина реки — 20 км.
Водорораздел Амнунахты служит границей Якутии и Иркутской области, муниципального образования города Бодайбо и Бодайбинского района в Иркутской области.

## Достопримечательности
Памятник археологии, неолитическая стоянка Амнунахта. Расположена на 17-метровой цокольной террасе правого приустьевого речного мыса.